# NGC 5987
NGC 5987 (również PGC 55740 lub UGC 9971) – galaktyka spiralna (Sb), znajdująca się w gwiazdozbiorze Smoka. Odkrył ją William Herschel 25 maja 1788 roku.